# Фудзисаки, Итиро
Итиро Фудзисаки (род. 10 июля 1947, Кагосима, о-в Кюсю, Япония) — японский дипломат.
На дипломатической службе с 1969 года.
В 1987—1988 годах сотрудник Международного института стратегических исследований.
В 1991—1995 годах преподаватель международных отношений в Софийском университете в Токио.
С 1994 года сотрудник мининдел Японии.
В 1995—1999 годах сотрудник посольства Японии в Вашингтоне.
С 1999 года глава Североамериканского бюро МИД Японии.
С 2002 года заместитель министра иностранных дел Японии, являлся японским шерпой.
С 2005 года постоянный представитель Японии при ООН и ВТО.
С июня 2008 по 2012 год посол Японии в США.
Супруга Йорико, две дочери Мари и Эми.

## Позиция
- Фудзисаки заявлял, что Япония, будучи пострадавшей от атомных бомбардировок, не может закрывать глаза на распространение ядерного оружия и никогда не согласится с тем, чтобы Иран стал обладателем ядерного оружия[1].